# Nunivak
Nunivak je ostrov v Beringově moři, který náleží k americkému státu Aljaška. S rozlohou 4227 km² je osmým největším ostrovem USA. Jedinou vesnicí na ostrově je Mekoryuk na severním pobřeží, kde žije okolo dvou set lidí, většinou původních obyvatel z národa Jupiků.

## Geografie
Ostrov vznikl jako štítová sopka v období pleistocénu, pozůstatkem vulkanické činnosti jsou čtyři maary. Pobřeží je lemováno příkrými útesy, vnitrozemí vyplňuje náhorní plošina s minimální nadmořskou výškou 160 m. Nejvyšší horou je Roberts Mountain (510 m). Na ostrově se nachází množství řek a jezer. Povrch je kryt permafrostem, nachází se zde písčitá tundra s řídkou zakrslou vegetací. Původně zde žili divocí sobi, kteří byli vyhubeni v 19. století. Později byli na ostrov introdukováni zdomácnělí sobi a pižmoni.

## Kultura
Nunivak objevil roku 1821 ruský viceadmirál Michail Nikolajevič Vasiljev, ale díky nepřístupnosti ostrova si domorodci dlouho zachovávali původní zvyky, k nimž patřilo nošení masek v podobě potáplice a propichování rtů za účelem nošení ozdob. Významným lovným zvířetem byl mrož lední, z jeho klů vyřezávali ostrované užitkové i ozdobné předměty a jeho kůžemi potahovali kajaky. Původní způsob života zaznamenal ve třicátých letech 20. století fotograf Edward S. Curtis.
Ve škole v Mekoryuku se vyučuje v angličtině a místním dialektu Nunivak Cup'ig, hlavním zdrojem obživy ostrovanů je lov a rybolov.